# Schlosshotel Orth
Schlosshotel Orth ist eine deutsch-österreichische Fernsehserie, die zwischen 1996 und 2004 produziert wurde. Namensgebende Außenkulisse ist das (real nicht als Hotel genutzte) Seeschloss Ort im oberösterreichischen Gmunden am Traunsee.

## Hintergrund
Produziert wurde die Serie von SATEL, einer Tochterfirma der Bavaria Film, für die öffentlich-rechtlichen Fernsehsender ZDF und ORF. Hauptdarsteller waren Klaus Wildbolz (bis Folge 69), Albert Fortell (bis 2004), Lotte Ledl und Hans Kraemmer.

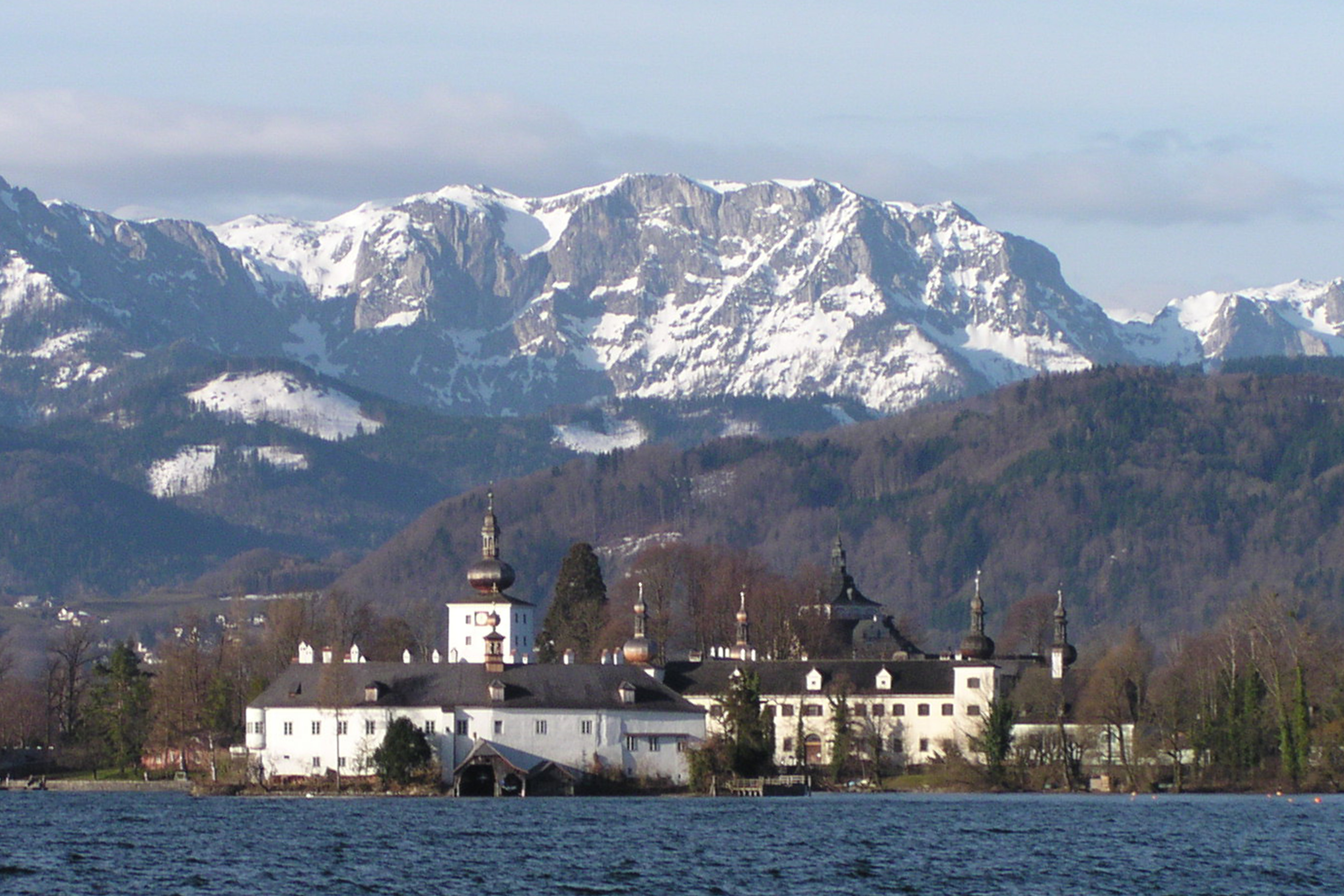
Schloss Ort

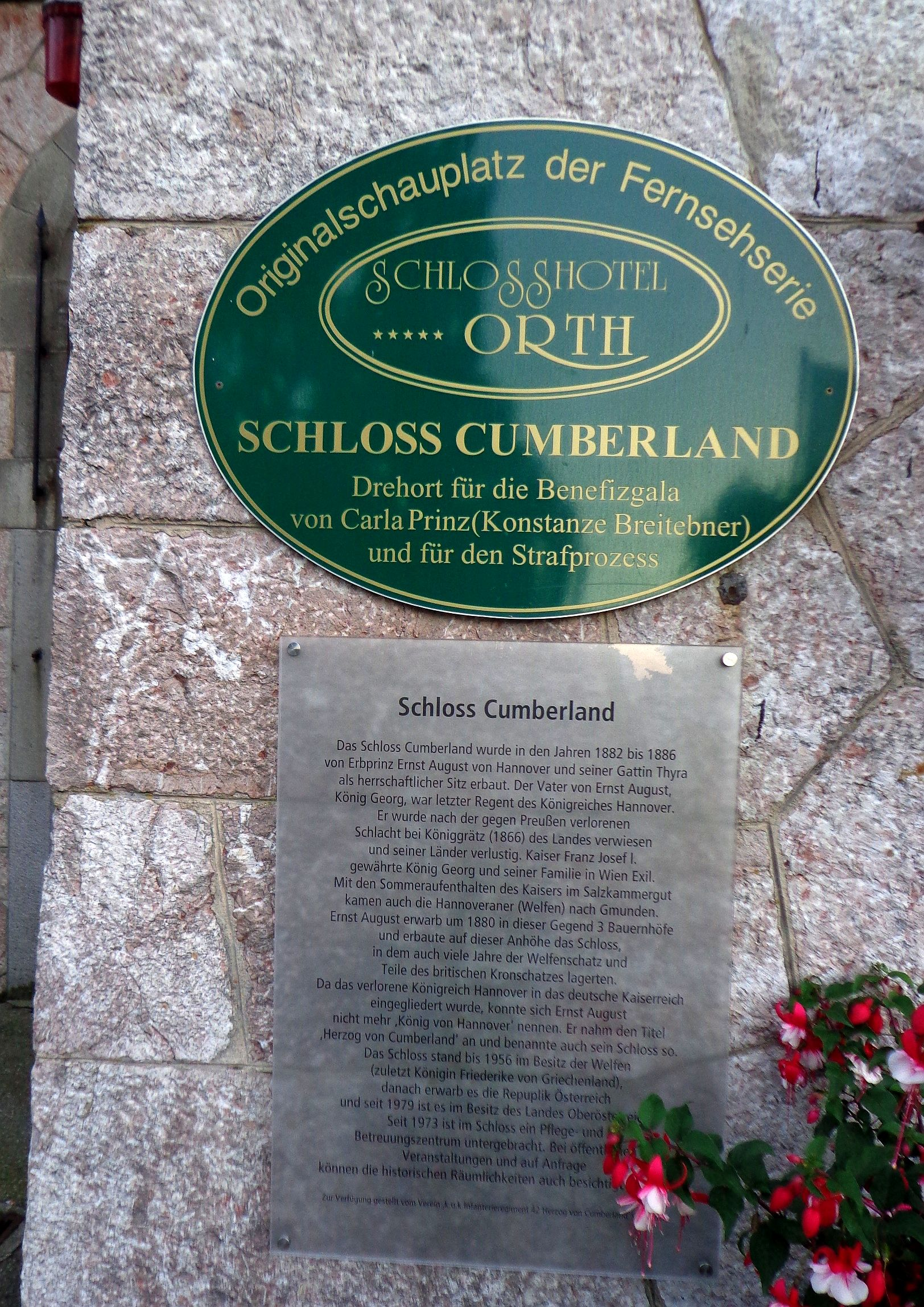
Gmunden – Schloss Cumberland, Informationsschild zur TV-Serie „Schlosshotel Orth“

Schauplätze der Folgen waren Plätze des Salzkammergutes. Neben der Traunseelandschaft rund um Gmunden und Altmünster wurden u. a. Bad Ischl, Salzburg, Linz und der Wolfgangsee als Drehorte gewählt. Hoch über dem Attersee entstand eine Hochzeitsszene, einige Folgen wurden in der Dachsteingegend und im Alpenvorland (u. a. im Moorbad Gmös) gedreht. Beliebte Drehorte im näheren Umkreis waren die Höhen des Gmundnerberges und der Viechtau im Gemeindegebiet von Altmünster, wo die meisten Landschaftsaufnahmen entstanden, sowie die Gmundner Traunsteinstraße, wo sich mehrere Wohnhäuser der Handlungsträger befanden (u. a. von Vinzenz und Fanny Strobel, Eva Tillmann und des Prinz-Clans). Hier befindet sich auch das „Hotel Traunstein“, das in der Serie durchgängig als Konkurrenzbetrieb des „Schlosshotels Orth“ fungierte und tatsächlich ein Hotel ist (Schlosshotel Freisitz Roith).
Das Seeschloss Ort am Traunsee im oberösterreichischen Gmunden wurde zum Schauplatz bzw. zur Außenkulisse für die Serie Schlosshotel Orth. Der erste Hoteldirektor Wenzel Hofer wurde von Klaus Wildbolz dargestellt. Dieser schied aber in der 69. Folge aus der Serie aus, um sich anderen Projekten zu widmen. Sein Nachfolger wurde Albert Fortell als Direktor Felix Hofstätter. Hans Kraemmer spielte den Portier Josef Schimek, der im Hotelfoyer (das in der Halle eines Gmundner Möbelhauses nachgebildet wurde) das Kommen und Gehen der Gäste, Liebesleid und Liebesfreud von 1995 bis 2004 beobachtete. Das im Norden Gmundens gelegene Studio mit Eingangshalle, Flur und Hotelzimmern wurde später in ein Museum umgewandelt, das früher von April bis Oktober besucht werden konnte. Hier befindet sich heute eine Ausbildungsküche. An den verschiedenen Drehorten in der Region wurden Hinweisschilder angebracht.

## Rahmenhandlung
Die Serie erzählt die Geschichte des Hotelbesitzers Wenzel Hofer und seiner vier Kinder. Fanny ist knapp 30 Jahre alt und verliebt sich schon bald in den ausgebufften Rechtsanwalt Vinzenz Strobel, bei dem sie ihr Jurapraktikum absolviert. Die Modezeichnerin Sissy, Anfang 20, entwickelt heftige Gefühle für einen jungen Priester, die jedoch keine Erwiderung finden. Sohn Nico ist Koch und Absolvent einer angesehenen Hotelfachschule. Franzl geht noch zur Schule und ist der Liebling seiner Großmutter Gräfin Therese Schlierbach, Wenzels Schwiegermutter und Hauptgeldgeberin.
Eine zentrale Rolle spielt die Hotelbelegschaft: Portier Josef Schimek ist die Zuverlässigkeit in Person und die eigentliche Autorität im Schlosshotel. Chefköchin Anna Kofler, die ihm sehr nahesteht, genießt einen besonderen Ruf unter Feinschmeckern. Sie lässt sich auch von Nicos Kochtalent nicht beirren. Die halbwüchsige Pepi, Schimeks vorlaute Rezeptionsgehilfin, erweist sich als sehr umsichtig und steigt im Laufe der Serie zur Personalchefin auf. Lukas Strizel, Schimeks rechte Hand, die Bedienung Agnes und das Zimmermädchen Lisa gehören zur jungen Garde. Besonderes Ansehen genießt der begabte Zuckerbäcker Sebastian Frank, der alle mit seinen Kreationen beeindruckt. Chefkellner Albert Nowak, Agnes' Intimfeind, macht sich mit seiner hochnäsigen Art wenig Freunde unter den Kollegen.
Kaiser, der Betreiber des Hotel Traunstein, ist Wenzels größter Konkurrent. Finanziell ist er von Vinzenz Strobel und dem einflussreichen Bankier Sepp Tallinger abhängig, die Wenzel oft genug in den Rücken fallen. Kaiser erweist sich jedoch als unfähig, und so fällt das Hotel schließlich ganz in die Hände von Strobel und Tallinger. Die beiden lassen nichts unversucht, doch noch irgendwie an Wenzels Schlosshotel heranzukommen. Auch der windige Unternehmer Höllerer, ein übler Intrigant, heckt so manche Gemeinheit aus.
Zu Beginn der Serie stirbt Mutter Christine, Ärztin und Frau von Wenzel Hofer, bei einem Bergunfall. Wenzel findet nur schwer in die Rolle des Witwers, wird jedoch von vielen Frauen umschwärmt. Neben der Hausärztin Dr. Marion Fabian die ihm rät Franzl in ein Internat zu geben, macht sich insbesondere seine langjährige Hotelmanagerin Doris Haller Hoffnungen, die aber später ihr Glück in Graf Altenberg findet. Doch Wenzel will sich lange nicht binden und belässt es bei oberflächlichen Bekanntschaften. Erst nachdem Doris das Schlosshotel verlässt und ins Hotel Traunstein wechselt, glaubt Wenzel die Frau fürs Leben gefunden zu haben. Lena Dorndorf, die neue Hotelmanagerin, hütet jedoch ein Geheimnis, zu dem auch ihr lange verschwiegener Bruder Phillip gehört. Nach einem schrecklichen Zwischenfall verlässt Lena Gmunden und lässt einen traurigen Wenzel zurück.
Sissy findet schließlich in Förster Georg Brandner ihr Glück und wird Mutter eines kleinen Mädchens namens Rosa. Da taucht plötzlich Jacob Kestner auf, ein lange verschollener Verwandter, der Erbansprüche geltend macht und in die Hotelführung eingreifen will. Nur mühsam gelingt es Wenzel, sich mit Jacob zu verständigen. Franzl jedoch ist voller Bewunderung für den Neuankömmling. Als Sissy sich auf Jacobs Baustelle schwer am Kopf verletzt, liegt sie lange im Koma. Wenzel macht die Bekanntschaft mit Dr. Eva Tillmann, einer Ärztin, die ihn stark an seine verstorbene Frau erinnert. Er überredet sie, sich seiner schwerkranken Tochter anzunehmen, doch alle Bemühungen bleiben vergeblich und Sissy stirbt.
Fanny und Vinzenz sind mittlerweile lange verheiratet, können jedoch keine Kinder bekommen. Die Sehnsucht nach Nachwuchs und die Machenschaften ihres Mannes lassen die Ehe zerbrechen. Wenzel kommt Eva immer näher. Sie zieht bald mit ihrer kecken Tochter Lilo bei ihm ein.
Die neue Hotelmanagerin Susanne Neumann, die wegen ihrer schnippischen Art überall nur Anfeindungen erfährt, verdreht Wenzel den Kopf. Er stürzt sich in ein leidenschaftliches Verhältnis, das insbesondere bei Fanny auf Unverständnis stößt, die Susanne Neumann zutiefst verachtet. Doch Wenzel lässt sich nicht beirren und überträgt Susanne weitreichende Kompetenzen. Bei einer Schiffsfahrt erleidet Wenzel einen tödlichen Herzinfarkt, als er seine Enkelin Rosa rettet, die vom Schiff ins Wasser fällt und beinahe unbemerkt ertrinkt. Susanne, die das Hotel an sich reißen will, muss gegen Fanny jedoch den Kürzeren ziehen.
Fanny muss einen Teil ihres Betriebes an die internationale Hotelkette Historische Hotels verkaufen. Diese schickt Felix Hofstätter als neuen Hotelleiter nach Gmunden. Fanny lässt sich auf ein spontanes Verhältnis mit Felix ein, ahnt jedoch nichts von dessen Frau Ruth, die sich in einem Sanatorium ganz in der Nähe Gmundens aufhält. Erst als Eva, die Fanny nahesteht, Ruth medizinisch betreut, wird mehr über Felix' lang verschwiegene Vergangenheit bekannt.
Trotzdem erwirbt sich Felix großen Respekt bei der Belegschaft. Er versöhnt sich mit seiner genesenen Frau, woraufhin Fanny Gmunden den Rücken kehrt. Bald lässt sich Carla Prinz, eine Jugendliebe Felix', in Gmunden nieder und kauft das Hotel Traunstein. Zunächst ahnt keiner, dass sie einen finsteren Racheplan schmiedet. Sie verbündet sich mit Vinzenz, der immer noch auf das Schlosshotel erpicht ist. Carlas Sohn Max, ein junger Computerexperte, schließt Freundschaft mit Felix, ohne zu ahnen, dass Felix sein Vater ist. Währenddessen unternimmt Carla alles, um Felix finanziell zu ruinieren. Nachdem es ihr beinahe gelungen wäre, Felix' Existenz zu zerstören, wird Carla nicht zuletzt unter Mitwirkung ihres Sohnes und dessen Freundin Iris überführt und wandert ins Gefängnis.
In der folgenden Staffel übernehmen die Geschwister Ben und Tatjana Prinz das Traunstein. Tatjana, die Carlas Stieftochter ist, erweist sich als ebenso kultiviert wie machtbewusst. Bruder Ben, der von Tatjanas Vermögen lebt, versucht seinem Stiefbruder Max, der mit Freunden mittlerweile ein Internetcafé betreibt, nach Kräften zu schaden. Tatjana entwickelt jedoch eine große Zuneigung zu Felix. Schicksalsschläge wie Lilos ernste Krankheit, Max' schwerer Unfall und Felix' zerbrechende Ehe halten die Familie in Atem. Auch Carla Prinz kommt bald wieder frei und stößt ihren Sohn, der vor der Hochzeit mit Iris steht, vor den Kopf.
Eingebettet in die Rahmenhandlung werden die Urlaubsgeschichten der Gäste erzählt, die sich im Schlosshotel einquartiert haben. Missverständnisse, Enttäuschungen, Rivalitäten und Verwicklungen aller Art warten auf ein Happy End.

## Gastdarsteller
- Katharina Abt
- Karin Baal
- Gerd Baltus
- Heinz Baumann
- Hartmut Becker
- Gunter Berger
- Wolfram Berger
- Jacques Breuer
- Franz Buchrieser
- Ursula Buschhorn
- Hemma Clementi
- Ivan Desny
- Fritz Egger
- Constanze Engelbrecht
- Rosemarie Fendel
- Herbert Feuerstein
- Florian Fitz
- Peter Fricke
- Uwe Friedrichsen
- Paul Frielinghaus
- Ilona Grübel
- Waltraut Haas
- Janina Hartwig
- Wolke Hegenbarth
- Simone Heher
- Miguel Herz-Kestranek
- Ludwig Hirsch
- Sissy Höfferer
- Dietrich Hollinderbäumer
- Anaid Iplicjian
- Katerina Jacob
- Rüdiger Joswig
- Isabel Karajan
- Brigitte Karner
- Karin Kienzer
- Angelika Kirchschlager
- Towje Kleiner
- Gerit Kling
- Johanna von Koczian
- Dagmar Koller
- Hans Peter Korff
- Hans Korte
- Peter Kraus
- Anja Kruse
- Eva Kryll
- Ruth Maria Kubitschek
- Juraj Kukura
- Doris Kunstmann
- Anita Kupsch
- Elisabeth Lanz
- Simon Licht
- Gerhart Lippert
- Erni Mangold
- Louise Martini
- Dietrich Mattausch
- Johanna Matz
- Marianne Mendt
- Karl Merkatz
- Sky du Mont
- Philipp Moog
- Fritz Muliar
- Christine Neubauer
- Thorsten Nindel
- Elfriede Ott
- Sissi Perlinger
- Christina Plate
- Ulrich Pleitgen
- André Pohl
- Nina Proll
- Christina Rainer
- Janette Rauch
- Siegfried Rauch
- Walther Reyer
- Ilja Richter
- Angela Roy
- Heinrich Schafmeister
- August Schmölzer
- Karl Schönböck
- Ingeborg Schöner
- Dietmar Schönherr
- Roswitha Schreiner
- Katharina Schubert
- Anja Schüte
- Ellen Schwiers
- Mona Seefried
- Gerd Silberbauer
- Andrea Spatzek
- Wolfgang Spier
- Erwin Steinhauer
- Stephanie Stumph
- Udo Thomer
- Jane Tilden
- Gisela Trowe
- Rüdiger Vogler
- Wolfgang Völz
- Alexander Waechter
- Eleonore Weisgerber
- Gila von Weitershausen
- Elke Winkens
- Gusti Wolf
- Manfred Zapatka
- Vitus Zeplichal
- Helmut Zierl
- u. v. a.

## DVD
Die 1. Staffel der Serie ist am 9. Juli 2010 bei Universal Pictures Germany erschienen.

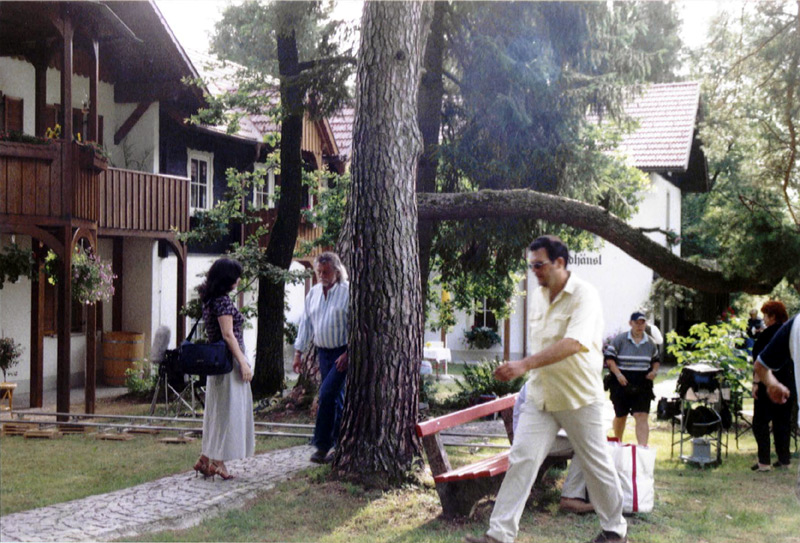
Dreh im Moorbad Gmös
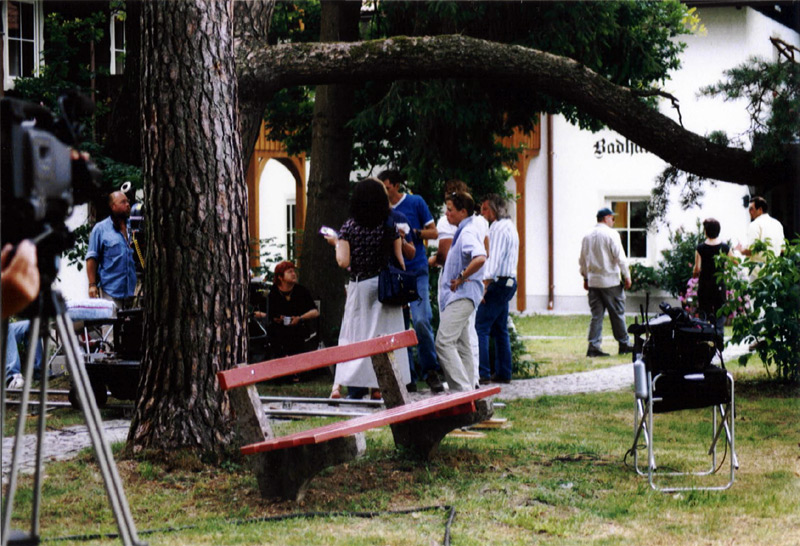
Dreh im Moorbad Gmös
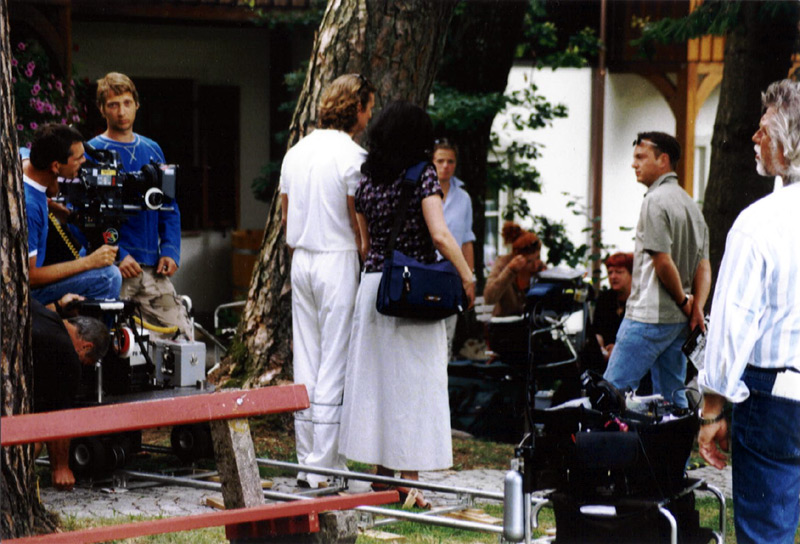
Dreh im Moorbad Gmös
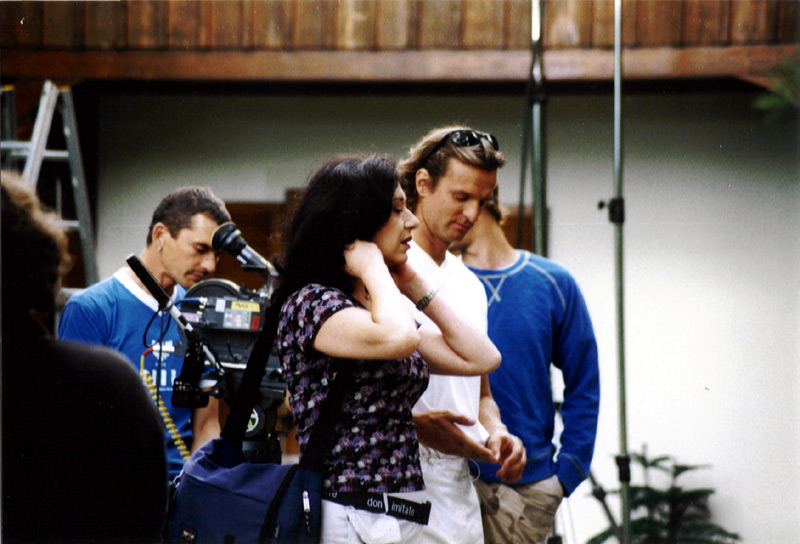
Dreh im Moorbad Gmös